# Bäckerstraße 13, 16, 17, 20

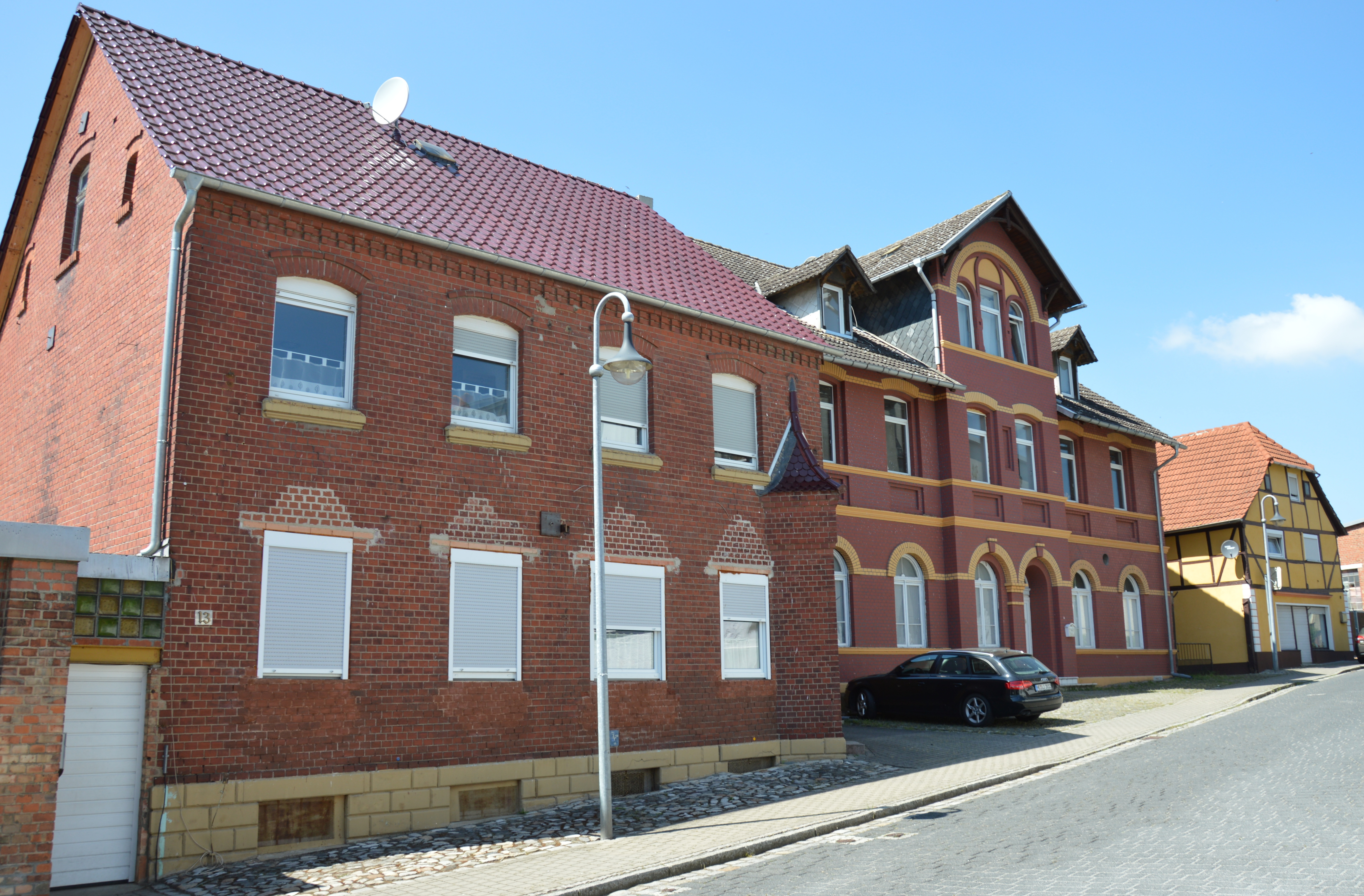
Bäckerstraße

Bäckerstraße 13, 16, 17, 20 ist die im Denkmalverzeichnis für Hötensleben eingetragene Bezeichnung für eine denkmalgeschützte Straßenzeile in Hötensleben in Sachsen-Anhalt. Zum Teil wird die Straßenzeile auch als Bäckerstraße 15–18 bezeichnet.

## Lage
Die Straßenzeile befindet sich im westlichen Teil von Hötensleben, auf der Westseite der Bäckerstraße im Umfeld der Einmündung der Gerichtsstraße.

## Geschichte und Architektur
Der Denkmalbereich besteht aus Gebäuden des 18. und 19. Jahrhunderts, die als qualitätvoll beschrieben werden. Zum Ensemble gehört ein als Ziegelbau errichtetes Werkstattgebäude. Es ist mit Fenstern und Toren aus Metall ausgestattet. Ein weiteres älteres Gebäude ist in Fachwerkbauweise errichtet. Als Ziegelbauten entstanden eine Gaststätte mit Saal und Zwerchhaus sowie eine Fleischerei. Der Eingang zur Fleischerei befindet sich in einer Ecklage. Sowohl Gaststätte als auch Fleischerei werden derzeit (Stand 2017) nicht mehr als solche betrieben. Die mit Segmentbögen versehenen Fensteröffnungen des Fleischereigebäudes wurden im Erdgeschoss in den 2010er Jahren durch einen Sturz ersetzt, was zu einer deutlich Beeinträchtigung des Fassadenbildes führte.
Im Denkmalverzeichnis ist die Straßenzeile unter der Erfassungsnummer 094 56143 als Denkmalbereich verzeichnet.